# Адалберт Саксонски
Адалберт Саксонски (на немски: Adalbert von Sachsen; * 8 май 1467, Майсен; † 1 май 1484, Ашафенбург) от Ернестинските Ветини, е като Адалберт III администратор на архиепископство Майнц от 1482 до 1484 г.

## Живот
Той е третият син на Ернст (1441 – 1486), курфюрст на Саксония, и Елизабет Баварска (1443 – 1484).
На 8 май 1482 г. Адалберт последва майнцския архиепископ Дитер фон Изенбург. Адалберт не е на изискваната възраст, за да бъде помазан за епископ, и остава като начало администратор. Понеже умира през 1484 г. (на 16 години) преди епископското му помазване, той формално не е архиепископ на Майнц.
По неговото време на управление в Майнц се завършва замък Мартинсбург на Рейн, строен от 1478 до 1481 г.
1. ↑  sacha //   Посетен на 21 октомври 2020 г.

- Heinrich Theodor Flathe: Albrecht. Allgemeine Deutsche Biographie (ADB). Band 1, Duncker & Humblot, Leipzig 1875, S. 268.